# Sindaci di Ribera

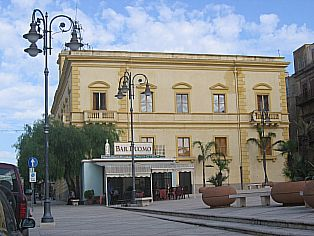
Il Palazzo Comunale di Ribera.

Segue la cronotassi dei sindaci di Ribera, dal 1818 ad oggi.

## Regno delle Due Sicilie (1816-1860)
| Periodo           | Periodo        | Primo cittadino          | Partito | Carica                               | Note |
| ----------------- | -------------- | ------------------------ | ------- | ------------------------------------ | ---- |
| 1818              | 1823           | Ignazio Giandalia        |         | Sindaco                              |      |
| 1824              | 1827           | Carmelo Sortino          |         | Sindaco                              |      |
| 1828              | 1828           | Carmelo Cardillo         |         | Sindaco                              |      |
| 1829              | 1834           | Girolamo Turano Campello |         | Sindaco                              |      |
| 1834              | 1836           | Tommaso Crispi           |         | Sindaco                              |      |
| 1837              | 1839           | Giovanni Gatto           |         | Sindaco                              |      |
| 1839              | 1842           | Filippo Pasciuta         |         | Sindaco                              |      |
| 1843              | 1845           | Domenico Colletti        |         | Sindaco                              |      |
| 1846              | 1848           | Francesco Colletti       |         | Sindaco                              |      |
| 2 febbraio 1848   | 25 giugno 1848 | Tommaso Crispi           |         | Presidente del Comitato Provvisorio  |      |
| 2 luglio 1848     | settembre 1848 | Emanuele Pasciuta        |         | Presidente del Magistrato Municipale |      |
| settembre 1848    | settembre 1849 | Tommaso Crispi           |         | Presidente del Municipio             |      |
| 27 settembre 1849 | gennaio 1849   | Francesco Colletti       |         | Sindaco                              |      |
| 6 gennaio 1850    | 1853           | Filippo Colletti         |         | Sindaco                              |      |
| 16 gennaio 1853   | 1856           | Emanuele Pasciuta        |         | Sindaco                              |      |
| 1857              | 1858           | Filippo Pasciuta         |         | Sindaco                              |      |
| 1859              | 1859           | Serafino Turano Campello |         | Sindaco                              |      |

## Regno d'Italia (1861-1946)
| Periodo           | Periodo          | Primo cittadino                                                                                             | Partito | Carica                              | Note  |
| ----------------- | ---------------- | --- | ------- | ----------------------------------- | ----- |
| 28 maggio 1860    | 1860             | Carmelo Parlapiano                                                                                          |         | Presidente del Comitato             | [ 1 ] |
| 1860              | 1860             | Filippo Colletti                                                                                            |         | Sindaco                             |       |
| 1861              | 1861             | Melchiorre Biancaccio                                                                                       |         | Sindaco                             |       |
| 1861              | 1862             | Bartolomeo D'Angelo                                                                                         |         | Sindaco                             |       |
| 1862              | 1864             | Musso Pellegrino                                                                                            |         | Sindaco                             |       |
| 1864              | 1869             | Francesco Colletti                                                                                          |         | Sindaco                             |       |
| 18 settembre 1869 | 23 maggio 1871   | Michele Pasciuta                                                                                            |         | Sindaco                             |       |
| 1871              | 1872             | Antonino Parlapiano                                                                                         |         | Sindaco                             |       |
| 1873              | 1874             | Salvatore Vesco Mosca                                                                                       |         | Sindaco                             |       |
| 1874              | 1874             | Antonino Parlapiano                                                                                         |         | Sindaco                             |       |
| 1875              | 1878             | Gaspare Pasciuta                                                                                            |         | Sindaco                             |       |
| 1879              | 1881             | Francesco Pasciuta                                                                                          |         | Sindaco                             |       |
| 1882              | 1882             | Giuseppe Gueli                                                                                              |         | Sindaco                             |       |
| 1883              | 1884             | Si susseguono: Michele Pasciuta, Domenico Russo, Carmelo Tavormina, Nicolò Bisogni, sac.Antonino Montalbano |         | Sindaci                             |       |
| 1885              | 1896             | Antonino Parlapiano                                                                                         |         | Sindaco                             |       |
| 1897              | 1899             | Antonino Parlapiano                                                                                         |         | Sindaco                             |       |
| 1899              | 1907             | Salvatore Chiarenza                                                                                         |         | Sindaco                             |       |
| 1908              | 1908             | Si susseguono: Gioacchino Scalia, Calogero Parlapiano, Serafino Turano, Giuseppe Gueli                      |         | Sindaci                             |       |
| 1909              | 1909             | Calogero Parlapiano                                                                                         |         | Sindaco                             |       |
| 1909              | 1909             | Michele Internicola                                                                                         |         | Commissario Prefettizio             |       |
| 1910              | 11 gennaio 1920  | Gaetano Vella                                                                                               |         | Sindaco                             |       |
| 12 gennaio 1920   | 24 marzo 1920    | Si susseguono: Giuseppe Coniglio , Gaspare Ciancimino, Pietro Ciccarello                                    |         | Sindaci                             |       |
| 25 marzo 1920     | 2 maggio 1920    | Empedocle Biancorosso                                                                                       |         | Commissario Prefettizio             |       |
| 4 maggio 1920     | 27 ottobre 1920  | Giovambattista Scicli                                                                                       |         | Comm. pref.                         |       |
| 23 ottobre 1920   | 21 novembre 1920 | Giuseppe Bonifacio                                                                                          |         | Dimissionario                       |       |
| 1921              | 12 agosto 1924   | Carmelo Vella                                                                                               |         | Sindaco                             |       |
| 2 settembre 1924  | 9 maggio 1925    | Vittorio Friscia                                                                                            |         | Commissario regio                   |       |
| 26 maggio 1925    | 14 novembre 1925 | Giovanni Calabresi                                                                                          |         | Comm. pref.                         |       |
| 21 novembre 1925  | 24 luglio 1927   | Gaspare Sanna                                                                                               |         | Comm. pref.                         |       |
| 3 agosto 1927     | 12 ottobre 1932  | Francesco Crispi                                                                                            |         | Comm. pref. poi Podestà             |       |
| 1933              | 1935             | Giovanni Farina                                                                                             |         | Podestà                             |       |
| 1935              | 1939             | Nicolò Inglese                                                                                              |         | Podestà                             |       |
| 1939              | 1939             | Giuseppe Noto                                                                                               |         | Commissario Prefettizio             |       |
| 1939              | 1942             | Vito Pasciuta                                                                                               |         | Commissario Prefettizio poi Podestà |       |
| 1942              | 1943             | Ferdinando Di Martino                                                                                       |         | Commissario Prefettizio             |       |
| 1943              | 1943             | Attilio Leonardo Bonifacio                                                                                  |         | Commissario Prefettizio             |       |
| 1943              | 1943             | Enrico Cacciato                                                                                             |         | Commissario Prefettizio             |       |
| 1943              | 1944             | Gaetano Vella                                                                                               |         | Sindaco                             |       |
| 1944              | 1944             | Giuseppe Contino                                                                                            |         | Commissario Prefettizio             |       |
| 1944              | 1945             | Gaetano Bonifacio                                                                                           |         | Commissario Prefettizio             |       |
| 1945              | 1946             | Filippo Papa                                                                                                |         | Commissario Prefettizio             |       |

## Repubblica Italiana (1946-oggi)
| Periodo           | Periodo           | Primo cittadino        | Partito                            | Carica                    | Note        |
| ----------------- | ----------------- | ---------------------- | ---------------------------------- | ------------------------- | ----------- |
| 9 maggio 1946     | 22 settembre 1950 | Ignazio Mascarella     | Partito Comunista Italiano         | Sindaco                   |             |
| 23 settembre 1950 | 18 agosto 1951    | Michele Zaia           |                                    | Comm. straordinario       |             |
| 25 agosto 1951    | 2 maggio 1952     | Carmelo Di Leo         |                                    | Commissario straordinario |             |
| 3 maggio 1952     | 29 giugno 1952    | Domenico Biffarella    |                                    | Commissario straordinario |             |
| 30 giugno 1952    | 19 aprile 1955    | Stefano Gullo          | Partito Comunista Italiano         | Sindaco                   |             |
| 20 aprile 1955    | 22 ottobre 1959   | Emanuele Cufalo        | Partito Comunista Italiano         | Sindaco                   |             |
| 23 ottobre 1959   | 2 giugno 1960     | Nicolò Borsellino      | Partito Comunista Italiano         | Sindaco                   |             |
| 3 dicembre 1960   | 14 febbraio 1964  | Gaetano Di Leo         | Democrazia Cristiana               | Sindaco                   |             |
| 25 febbraio 1964  | elezioni 1964     | Nicolò Inglese         | Democrazia Cristiana               | Sindaco                   |             |
| 10 dicembre 1964  | elezioni 1980     | Santo Tortorici        | Partito Comunista Italiano         | Sindaco                   |             |
| 15 settembre 1980 | 22 novembre 1983  | Calogero Alessi        | Partito Socialista Italiano        | Sindaco                   |             |
| 10 febbraio 1984  | 1985              | Stefano Vacante        | Partito Socialista Italiano        | Sindaco                   |             |
| 31 luglio 1985    | 18 novembre 1986  | Calogero Alessi        | Partito Socialista Italiano        | Sindaco                   |             |
| 16 dicembre 1986  | 1º luglio 1988    | Paolo Tortorici        | Democrazia Cristiana               | Sindaco                   |             |
| 1º luglio 1988    | 22 settembre 1989 | Emanuele Siragusa      | Democrazia Cristiana               | Sindaco                   |             |
| 5 ottobre 1989    | 1990              | Andrea La Barbera      | Partito Comunista Italiano         | Sindaco                   |             |
| 13 giugno 1990    | 5 marzo 1992      | Antonino Dinghile      | Democrazia Cristiana               | Sindaco                   |             |
| 5 marzo 1992      | 18 giugno 1993    | Antonino Mangiacavallo | Democrazia Cristiana               | Sindaco                   |             |
| 18 giugno 1993    | 5 ottobre 1993    | Giuseppe Brisciana     | Democrazia Cristiana               | Sindaco                   |             |
| 5 ottobre 1993    | 14 febbraio 1994  | Giovanbattista Leone   |                                    | Comm. straordinario       |             |
| 14 febbraio 1994  | 7 giugno 1998     | Giuseppe Di Salvo      | Partito Democratico della Sinistra | Sindaco                   |             |
| 8 giugno 1998     | 13 agosto 2000    | Giuseppe Cortese       | Cristiani Democratici Uniti        | Sindaco                   | [ 2 ]       |
| 28 settembre 2000 | 10 dicembre 2000  | Antonino Emmola        |                                    | Comm. straordinario       |             |
| 11 dicembre 2000  | 26 giugno 2006    | Giuseppe Cortese       | Forza Italia                       | Sindaco                   |             |
| 27 giugno 2006    | 18 novembre 2009  | Antonino Scaturro      | centro-sinistra                    | Sindaco                   | [ 3 ] [ 4 ] |
| 3 dicembre 2009   | 31 maggio 2010    | Girolamo Ganci         |                                    | Comm. straordinario       | [ 5 ]       |
| 1º giugno 2010    | 5 ottobre 2020    | Carmelo Pace           | Unione di Centro - liste civiche   | Sindaco                   | [ 6 ]       |
| 5 ottobre 2020    | in corso          | Matteo Ruvolo          | Forza Italia                       | Sindaco                   | [ 7 ]       |